# رگ فریمن
رگ فریمن (انگلیسی: Reg Freeman؛ – 4 August 1955) بازیکن فوتبال اهل بریتانیا بود.
از باشگاه‌هایی که در آن بازی کرده‌است می‌توان به باشگاه فوتبال شفیلد یونایتد اشاره کرد.